# الانتخابات النيابية التكميلية البحرينية 2012
عقدت الانتخابات النيابية التكميلية في البحرين في 16 يونيو 2012 لانتخاب عضو جديد في مجلس النواب للدائرة الثامنة في محافظة المحرق. وقد شغر مقعده بعد تعيين شاغلها السابق غانم البوعينين وزيرا للدولة للشؤون الخارجية في أبريل.
وكان الفائز في الانتخابات النائب البلدي السابق لنفس الدائرة سمير الخادم بعد نجاحه في تصويت جولة الإعادة التي جرت في 23 يونيو 2012. كان الاقبال في الجولة الأولى من التصويت 37.2٪ بمشاركة 3029 من أصل مجموع 8128 ناخب مسجل.

## نتائج الانتخابات النيابية التكميلية

### محافظة المحرق
| الاسم            | عدد الأصوات الجولة الأولى | النسبة المئوية الجولة الأولى | عدد الأصوات الجولة الثانية | النسبة المئوية الجولة الثانية |
| ---------------- | ------------------------- | ---------------------------- | -------------------------- | ----------------------------- |
| سمير الخادم      | 1324                      | 44.47%                       | 1739                       | 52.81%                        |
| عبد الرحمن بوعلي | 1140                      | 38.29%                       | 1554                       | 47.19%                        |
| مبارك مخيمر      | 136                       | 4.57%                        |                            |                               |
| هند محمد         | 377                       | 12.66%                       |                            |                               |